# Powiat kostopolski
Powiat kostopolski – jeden z 11 powiatów województwa wołyńskiego II Rzeczypospolitej. Jego siedzibą było miasto Kostopol. Został utworzony 1 stycznia 1925 r. z części powiatu rówieńskiego. W skład powiatu wchodziło 6 gmin wiejskich, 2 miejskie, 233 gromady wiejskie (sołectwa) i 2 miasta.

## Dane
Powiat kostopolski zajmował środkowo-wschodnią część województwa wołyńskiego i graniczył: na zachodzie z powiatem łuckim, na północy z powiatem sarneńskim, na wschodzie wzdłuż granicy z ZSRR oraz na południu z powiatem rówieńskim.
Powierzchnia powiatu wynosiła 3,496 km², a ludność – 159,6 tys. osób (według spisu z 1931 r.), dając wskaźnik zamieszkania 46 osób na 1 km².
Powiat w większości zamieszkany był przez ludność ukraińską, liczącą 105,5 tys. (66,1%). Drugą narodowością pod względem liczebności byli tam Polacy w liczbie 35,0 tys. (21,9%) osób. Reszta to Żydzi, Niemcy i inne nieliczne grupy narodowościowe.
Według drugiego powszechnego spisu ludności z 1931 roku powiat liczył 159 602 mieszkańców, 34 450 było rzymskokatolickiego wyznania, 1 303 – unickiego, 102 609 – prawosławnego wyznania, 6 088 – augsburskiego, 156 – reformowanego, 26 – unijne ewangelickie, 424 osób podało wyznanie ewangelickie bez bliższego określenia, 3 643 – inne chrześcijańskie, 10 786 – mojżeszowe, 6 – inne niechrześcijańskie, 110 osób nie podało przynależności konfesyjnej.

## Gminy
- gmina Bereźne (miejska)
- gmina Bereźne (wiejska)
- gmina Derażne
- gmina Kostopol (miejska)
- gmina Kostopol
- gmina Ludwipol
- gmina Stepań
- gmina Stydyń

## Miasta
- Bereźne
- Kostopol

## Starostowie
- Karol Dzianott (– 25 marca 1925)[4]
- Władysław Korkozowicz (25 marca 1925 –)